# Barbula gracilis
Barbula gracilis är en bladmossart som beskrevs av Schwaegrichen 1811. Barbula gracilis ingår i släktet neonmossor, och familjen Pottiaceae. Inga underarter finns listade i Catalogue of Life.